# Teste ANPAD

O Teste ANPAD é um exame de proficiência nacional promovido pela Associação Nacional de Pós-Graduação e Pesquisa em Administração (ANPAD), que serve como critério de seleção para cursos de pós-graduação em Administração e Contabilidade em mais de 170 instituições de ensino superior no Brasil, mas que também pode ser utilizado em outras áreas, caso desejado.  
Com duração de 5 horas, ele é composto por quatro provas, totalizando 92 questões, distribuídas da seguinte forma: 
- Língua Portuguesa: 23 questões

- Língua Inglesa: 23 questões

- Raciocínio Lógico-Matemático: 23 questões

- Raciocínio Analítico: 23 questões

O Teste ANPAD possui validade de 2 anos e é realizado estritamente em formato online, desde setembro de 2020. O Teste pode ser feito por qualquer pessoa que se inscreva – mediante pagamento da taxa de inscrição ou obtenção de isenção, conforme previsto nas políticas de isenções vigentes do Teste ANPAD 
Em relação a sua periodicidade, o teste é aplicado comumente quatro vezes ao ano (fevereiro, junho, setembro e novembro). Confira as datas oficiais de aplicação no site oficial do Teste ANPAD. 
Assim como diversos testes realizados em formato digital, o Teste ANPAD utiliza como procedimento de cálculo das notas dos participantes a Teoria de Resposta ao Item (TRI), que considera não apenas a quantidade de acertos na prova, mas também as particularidades (parâmetros) de cada item (questão). A Teoria de Resposta ao Item (TRI) tem um papel fundamental no Teste ANPAD pois ela permite avaliar a proficiência real do candidato em cada área do conhecimento, priorizando habilidades reflexivas e analíticas em vez de apenas memorização. Além disso, a TRI garante a isonomia das provas, mesmo se aplicadas em períodos diferentes, como no caso do Enem. Isso significa que a dificuldade das questões é ajustada para cada candidato, garantindo uma avaliação justa e precisa.  
Além da TRI, também é utilizado o CAT – Computerized Adaptive Testing, que é um método de aplicação de testes que seleciona as questões segundo os níveis estimados de proficiência do examinando. Mediante um conjunto de questões, um CAT tem a principal característica de "individualizar um teste", ou seja, cada examinando recebe um elenco de diferentes questões, em diferentes quantidades. O CAT baseado na TRI seleciona os itens (questões) de forma que valorize o conhecimento do examinando a partir do histórico das questões anteriormente respondidas. 
Referências
1. ↑ « Teste ANPAD». Teste ANPAD. Consultado em 23 de Outubro de 2024

Ligações externas
- https://testeanpad.org.br/

- http://www.anpad.org.br/sobre.php